# Нітрони
Нітрони (рос. нитроны, англ. nitrones, [azomethine oxides]) — N-оксиди імінів зі структурою
R2C=N +(O–)R' (R' ≠H).
Можуть входити й N-оксиди R2C=N+(O–)Н. Є диполярними сполуками.
Загальна формула за IUPAC: R1R2C=N+(O−)R3 (R3 ≠ H). Залежно від ступеня заміщення при атомі вуглецю розрізняють альдонітрони
(R1 = Н, R2 — органічний радикал) і кетонітрони (R1, R2 ≠ H).